# Ahnfeltia elongata
Ahnfeltia elongata, vrsta crvenih algi iz porodice Ahnfeltiaceae. Morska je vrsta uz obale južnog Čilea. Homotipski sinonim je Chondrus elongatus Montagne